# Fauchée (surface)
Ne doit pas être confondu avec Fauchée (largeur).
La fauchée désigne, autrefois une surface théorique dérivée du jugère, soit l'équivalent d'un pré pouvant être « fauchée » par un paysan faucheur en une matinée.
En Champagne et en Lorraine, cela correspond en gros entre 30 ou 35 ares. Dans les Vosges, elle est voisine de 20 ares.
Dans de multiples régions, on emploie également les termes synonymes de « journal ou jour de fauche ». On trouve également le synonyme « la faux » ainsi que la soiture en Franche-Comté.